# المصابيح (يريم)

تعديل مصدري - تعديل

المصابيح محلة تابعة لقرية مرسع، التابعة لعزلة عبيدة بمديرية يريم إحدى مديريات محافظة إب في الجمهورية اليمنية، بلغ تعداد سكانها 22 حسب تعداد اليمن لعام 2004.